# Anton Vlădoiu
Anton Vlădoiu (n. ? - d. ?) a fost un comunist român, primar al Bucureștiului în perioada februarie 1956 - martie 1958. În perioada sa ca primar, Anton Vlădoiu a fost membru al Partidului Muncitoresc Român. În 1957, Anton Vlădoiu a pledat pentru decentralizarea administrativă a statului în favoarea autorităților locale.

## Distincții
- Ordinul Muncii clasa a III-a (21 august 1954) „pentru merite deosebite pe tărîmul construcției de stat, economice, sociale și culturale, cu ocazia celei de a zecea aniversări a eliberării patriei noastre”[3]
- Medalia „40 de ani de la înființarea Partidului Comunist din Romînia” (6 mai 1961) „pentru merite în activitatea de partid și întărirea regimului democrat-popular”[4]